# ريتشارد ريفيس
ريتشارد ريفيس (بالإنجليزية: Richard Reeves)‏ هو ممثل أمريكي، ولد في 10 أغسطس 1912 بنيويورك في الولايات المتحدة، وتوفي في 17 مارس 1967 في الولايات المتحدة.

## وصلات خارجية
- ريتشارد ريفيس على موقع IMDb (الإنجليزية)
- ريتشارد ريفيس على موقع ميوزك برينز (الإنجليزية)
- ريتشارد ريفيس على موقع أول موفي (الإنجليزية)
- ريتشارد ريفيس على موقع قاعدة بيانات الفيلم (الإنجليزية)